# Anglès (Spagna)
Anglès è un comune spagnolo di 5 446 abitanti situato nella comunità autonoma della Catalogna.
Ha dato i natali alla pittrice Remedios Varo.